# Dading
Dading est une série philippine diffusée sur GMA Network en 2014.

## Synopsis
Carding, un homosexuel assumé, aide sa meilleure amie Beth à élever sa fille, qu'elle a eue avec JM. La petite fille appelle son père adoptif "Dading", mot-valise composé de Daddy et de « bading » (homosexuel aux Philippines).
Des années plus tard, JM est de retour avec sa fiancée Celine, qu'il souhaite épouser aux Philippines.

## Distribution
- Gabby Eigenmann : Ricardo "Carding / Dading" Gonzales
- Glaiza de Castro : Elizabeth "Beth" Marasigan-Gonzales
- Benjamin Alves : Joemar "JM" Rodriguez
- Chynna Ortaleza : Celine Pacheco-Rodriguez